# Landsstatshuset, Malmö

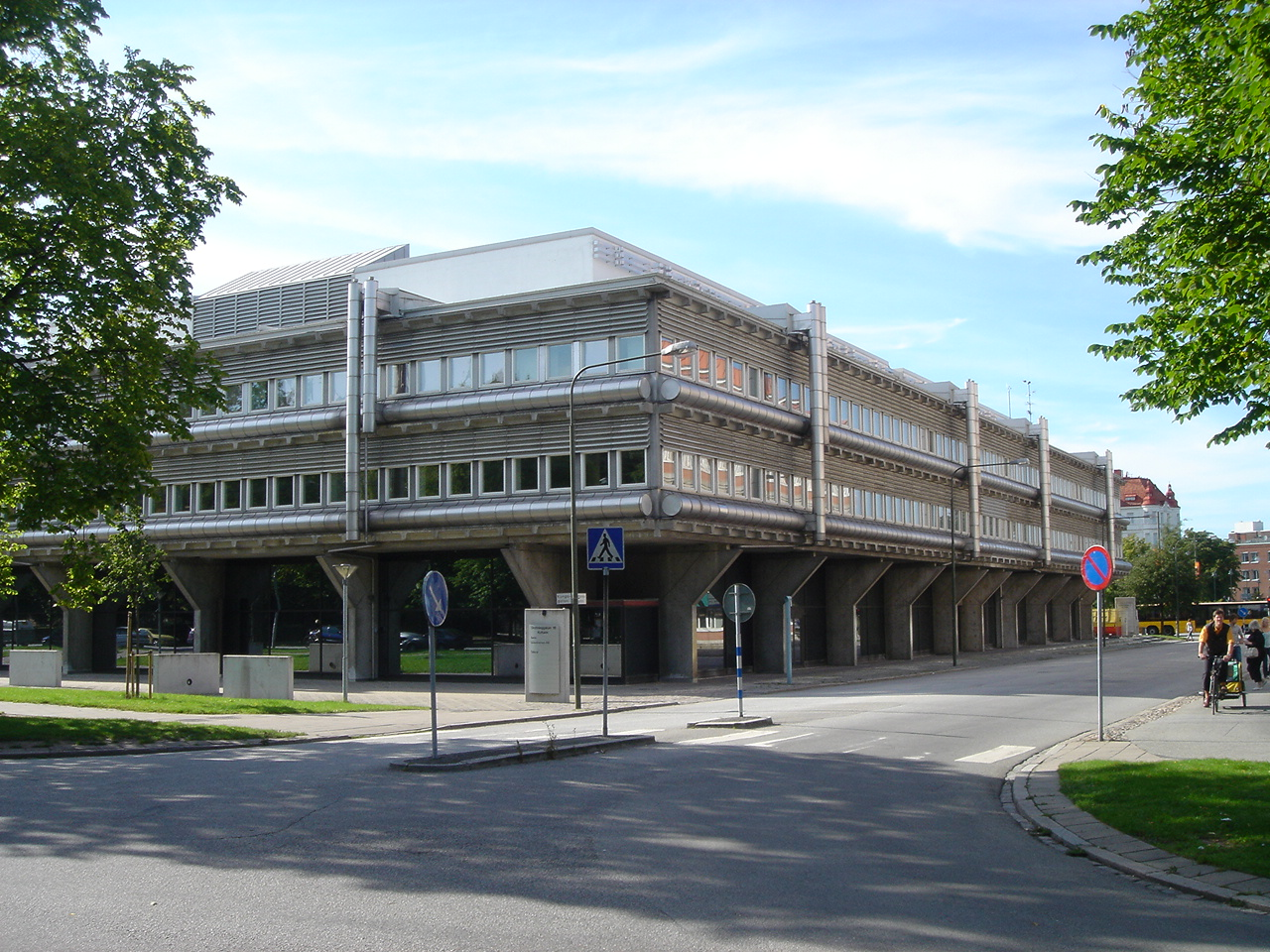
Landsstatshuset i Malmö

Landsstatshuset i Malmö uppfördes 1972–1974 i anslutning till Malmöhus läns länsstyrelses befintliga byggnad. Arkitekt var Bernt Nyberg. Den nya byggnaden erbjöd lokaler för en snabbt ökande statlig administration. Utformningen med utanpåliggande ventilationstrummor dikterades av en önskan om maximal flexibilitet utan onödiga invändiga installationer.

## Historik
Byggnadsstyrelsen gav 1965 arkitekten Bernt Nyberg i uppdrag att utreda nya lokaler för länsstyrelsen och andra statliga myndigheter i Malmö, alltså för landsstaten. Samtidigt ville man prova kontorslandskapets möjligheter. Det visade sig snabbt att det fanns en intressekonflikt mellan å ena sidan landshövdingen i Malmö och Byggnadsstyrelsen centralt och å andra sidan personalen i Malmö och Byggnadsstyrelsen lokalt. Personalen föredrog traditionella cellkontor framför kontorslandskap. Resultatet blev en kompromiss.
I en första etapp skulle ett kontorshus med 300 arbetsplatser byggas i kvarteret Karin nordöst om länsstyrelsens befintliga byggnad från 1930-talet, mellan Kungsgatan och Drottninggatan. Detta hus, Landsstatshuset, ritades av Bernt Nyberg och stod klart 1974. I kvarteret intill, Nora, skulle senare uppföras en betydligt större kontorsbyggnad för bland annat skatteförvaltningen (färdig 1981).
När Byggnadsstyrelsen avvecklades 1993 togs länsstyrelsens byggnader över av fastighetsbolaget Vasakronan. 1997 slogs Malmöhus län samman med Kristianstads län till Skåne län. Länsstyrelsen lämnade då Landsstatshuset. 2008 såldes det till företaget Newsec. 2019 inrymmer huset lokaler för kommunförvaltningar, Polismyndigheten och för företag.

## Byggnaden
Landsstatshuset stod alltså klart 1974. Det byggdes som ett generellt kontorshus i tre våningar med maximal flexibilitet och som sådant en sorts experiment. Byggnadsstyrelsen ville pröva en teknisk stomme som fungerade för såväl kontorslandskap som cellkontor. Det fanns då två större problem att lösa; (1) bjälklaget måste klara långa spännvidder i båda riktningarna och (2) installationer fick inte vara beroende av eventuella mellanväggar. Det första problemet löstes av ett ”sparkropps”-bjälklag i betong som hade flera fördelar. Bjälklaget blev gjutet som en serie tunna kvadratiska kupoler. Vikten blev därmed väsentligt lägre än den blivit med en vanlig korsarmerad platta. Kupolerna hade en akustiskt brytande effekt som gjorde dämpande undertak onödigt. Dessutom blev bjälklagsytan större vilket ökade dess temperaturreglerande kapacitet. Det andra problemet löstes genom att ventilationens tilluftskanaler placerades i trummor utanpå huset. Hit förlades också värmeledning och el- och datakablar.
Bottenvåningen i gatuplanet utformades som ett öppet kontorslandskap. Här fanns expeditioner för allmänheten. Takhöjden är hela 4,30 m eftersom det en våning upp byggdes en gångbrygga till länsstyrelsens högre belägna gamla hus. Dessutom skulle fordonstrafik kunna passera under bryggan. Ytterväggarna är helt i ogenomskinligt spegelglas mellan kraftiga Y-formade skivpelare. När länsstyrelsen lämnade byggnaden 1997 revs gångbryggan.
De två övre våningarna fick traditionella cellkontor. Väggarna mellan rummen skulle emellertid enkelt kunna avlägsnas i ett senare skede om man så önskade. Takhöjden i våningarna blev 3 meter, högre än brukligt för mindre rum och tillräckligt högt för kontorslandskap. Centralt finns två ljusgårdar.
I källaren ryms garage och utrymmen för arkiv, förråd och elcentral. För att förhindra att grundvatten tränger in finns ett dräneringssystem med permanent pumpning. Garaget ligger 10 cm lägre än källarens känsligare utrymmen. Vid eventuell översvämning lagras därför vattnet först i garaget.
Överst, på taket, finns fläktrum för ventilationen.
Mellan den gamla byggnadens flyglar byggdes ett nytt hus som inrymde personalrestaurang och motionslokaler. 1981 stod också huset i kvarter Nora klart. Även detta blev förbundet med en gångbro som senare revs.

## Malmös fulaste hus?

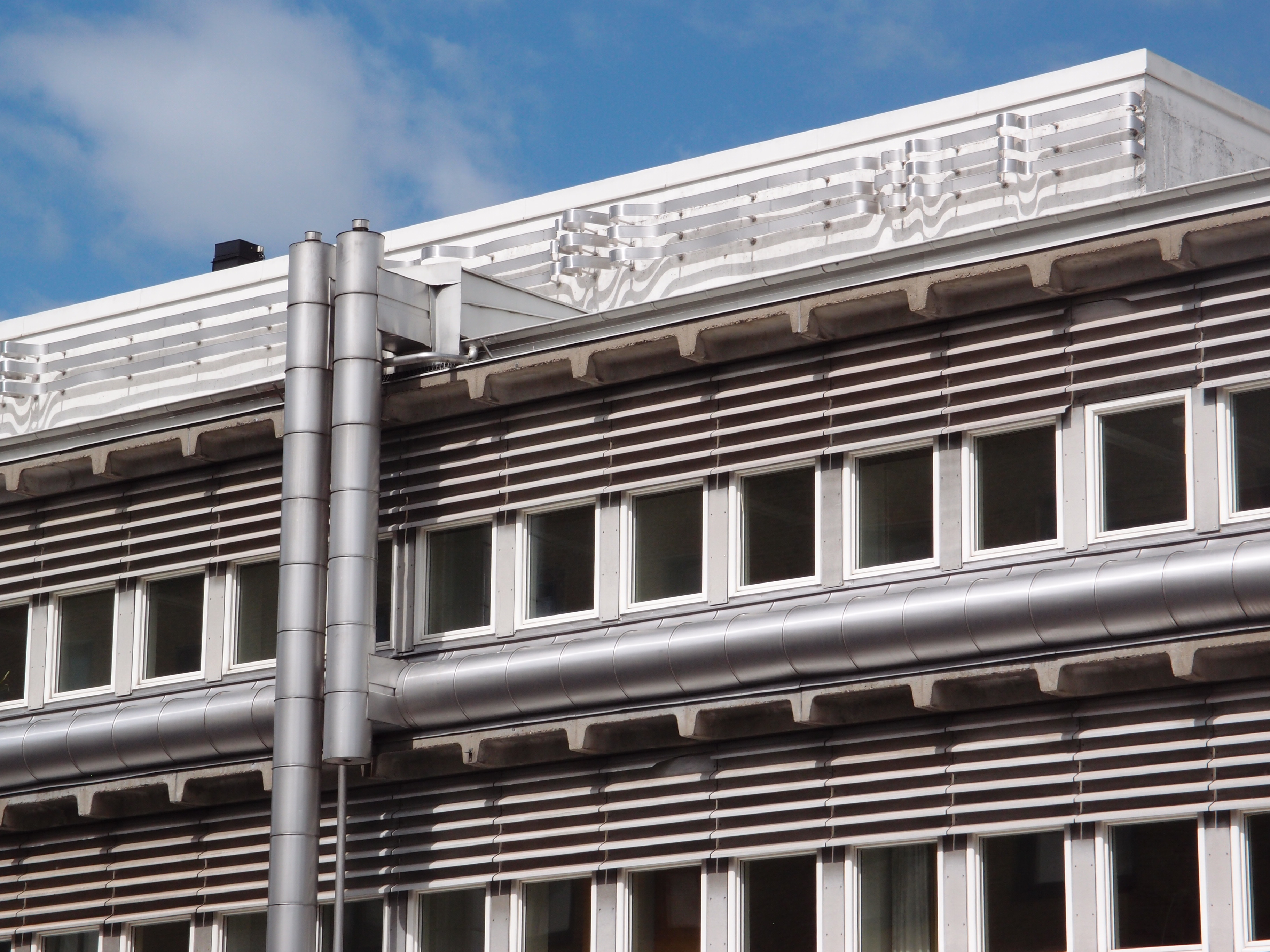
Landsstatshuset i Malmö, från Kungsgatan

Arkitekten Bernt Nyberg ritade flera brutalistiska byggnader och Landsstatshuset är en av dem. Fasaden är i betong, glas och rostfri plåt. Det anknyter till klassisk arkitektur med sin symmetriska uppbyggnad och där konstruktiva element är tydligt redovisade och blir till dekorativa inslag. Partier med ljus och skugga är framträdande. Barbro Bäckströms Skulptur för ljus och skugga (färdig 1976) på fläktrummet överst, bjälklaget som skjuter ut från väggen och raderna av horisontella eternitlameller mellan bjälklag och fönster kastar skuggor som förändras under dagen.
Malmöborna har inte älskat huset; det har kallats Malmös fulaste hus. Andra är mer positiva och ser det som en av de främsta representanterna för tidens arkitektur.